# Sixto (Dozón)
Sixto o Sisto (oficialmente San Xoán do Sisto) es una parroquia del municipio de Dozón, en la provincia de Pontevedra, Galicia, España.

## Otras denominaciones
La parroquia también se denomina San Juan P. de Sixto o San Juan de Sixto.

## Entidades de población
Entidades de población que forman parte de la parroquia:
- Barrio
- Corredoira (A Corredoira)
- Iglesia (A Eirexa)
- Paredes
- Pereiró
- Pidre
- Quella
- Reboredo
- Requeixo
- Sextos (Sestos)

## Demografía
| Gráfica de evolución demográfica de Sixto entre 2000 y 2020 |
|                                                             |
| Datos según el nomenclátor publicado por el INE.            |

## Galería de imágenes

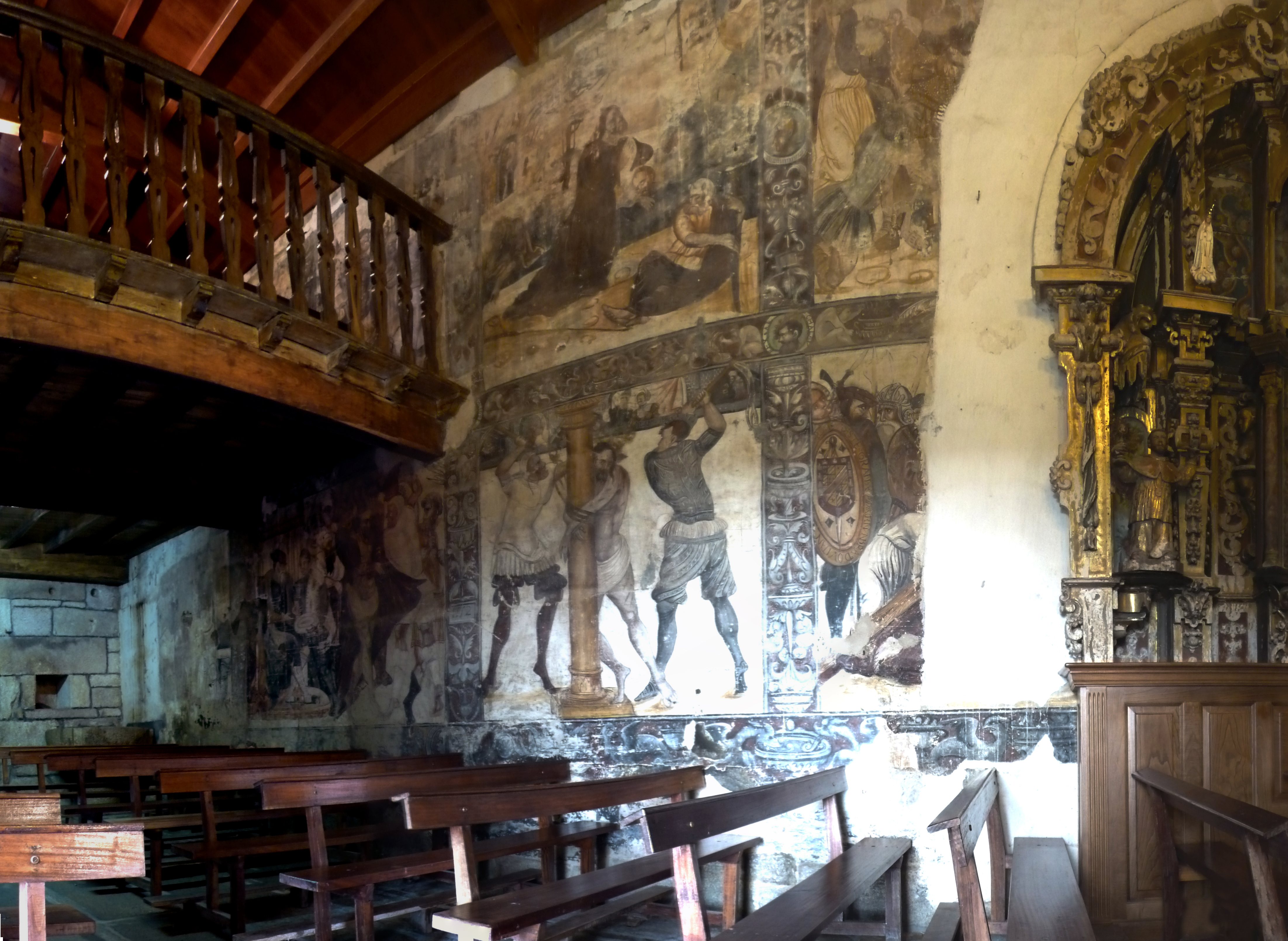
Pinturas de la iglesia de Sisto.
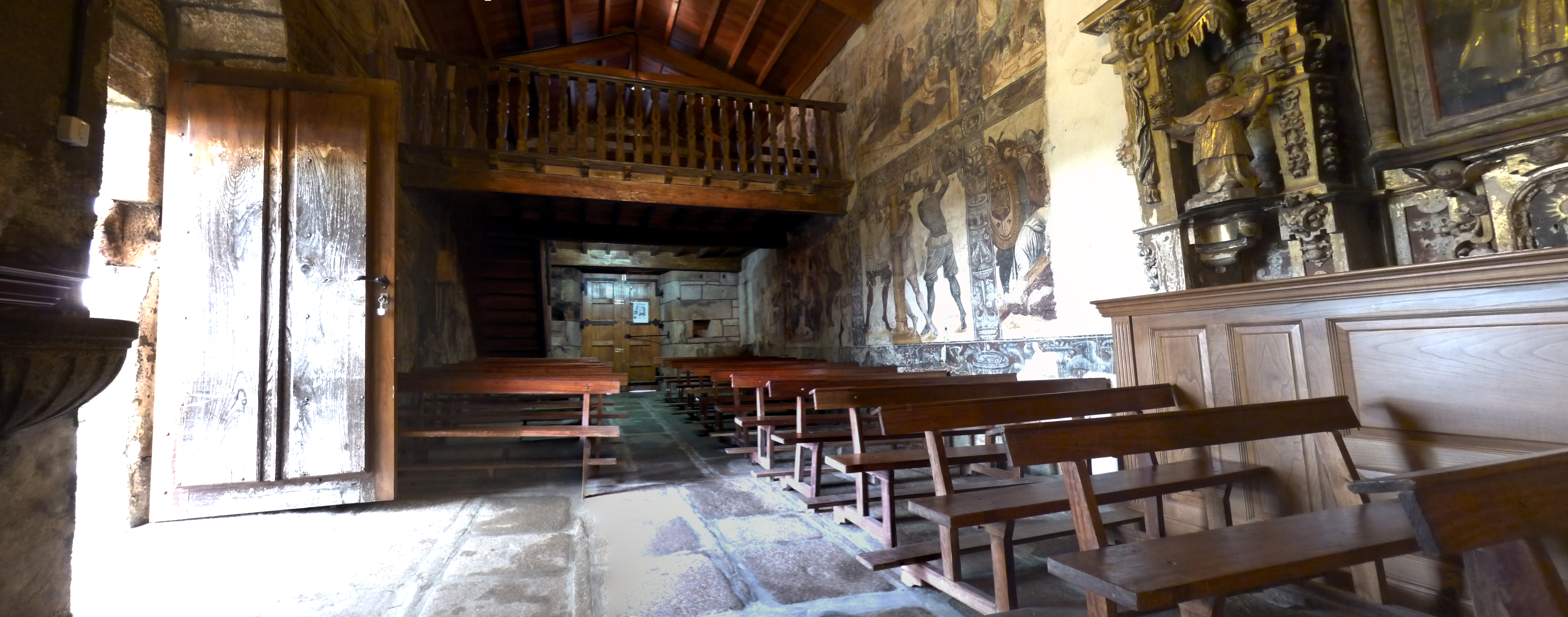
Pinturas de la iglesia de Sisto.